# Paolo Francesco Antamori

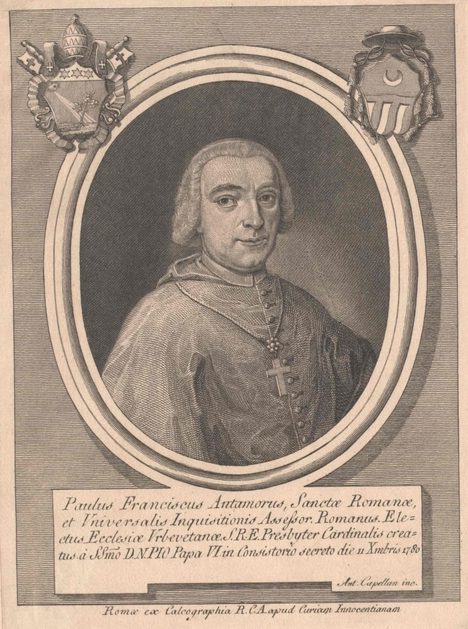
Paolo Francesco Kardinal Antamori

Paolo Francesco Antamori (auch Paolo Francesco Antamoro; * 14. November 1712 in Rom; † 4. Dezember 1795 in Orvieto) war ein italienischer Kardinal der Römischen Kirche und Bischof von Orvieto.

## Leben
Er entstammte einer römischen Patrizierfamilie und war der Sohn des Konsistorialadvokaten Tommaso Antamori (oder Antamoro; * um 1671; † April 1751), Rektor der Universität La Sapienza (1741–1747), und dessen Ehefrau Elena Belloni.
Das Studium an der Universität La Sapienza schloss er am 26. September 1737 mit der Promotion zum Doctor iuris utriusque ab. Am 11. Dezember 1740 empfing er die Tonsur und trat in den geistlichen Stand. Im November 1737 wurde er Relator der Kongregation für die Güterverwaltung. 1741 ernannte Papst Benedikt XIV. ihn zum Koadjutor seines Vaters als Konsistorialadvokat. Nach dem Tod des Vaters folgte er diesem im April 1751 nach. Paolo Francesco Antamori hatte verschiedene Positionen in der Kurie inne, bis er im September 1760 Rektor der Universität La Sapienza wurde. Am 9. Oktober 1774 empfing er die Niederen Weihen und wurde am 10. Juni 1775 zum Subdiakon und am 1. Juni 1776 zum Diakon geweiht. Im November 1775 wurde er Apostolischer Protonotar.
Papst Pius VI. erhob Paolo Francesco Antamori im Konsistorium vom 11. Dezember 1780 zum Kardinalpriester und ernannte ihn gleichzeitig zum Bischof von Orvieto, unter Dispens von der Voraussetzung, zum Priester geweiht zu sein. Den Kardinalshut verlieh der Papst ihm am 14. Dezember desselben Jahres. Die Bischofsweihe spendete ihm am 11. Februar 1781 in Rom der Kardinalbischof von Frascati, Henry Benedict Stuart; Mitkonsekratoren waren die Erzbischöfe Giovanni Francesco Guidi di Bagno-Talenti und Carlo Camuzi.
Am 2. April 1781 nahm er von Sant’Alessio als Titelkirche Besitz.
Er starb an seinem Bischofssitz und wurde in der Kathedrale von Orvieto beigesetzt.